# Quilín (métro de Santiago)
Quilín est une station de la Ligne 4 du métro de Santiago, dans les communes de Peñalolén et Macul.

## La station
La station est ouverte depuis 2006.

## Origine étymologique
Cette station porte ce nom car elle est à l'intérieur de la rotonde Quilín, qui tire son nom de l'avenue du même nom, qui rejoint dans ce secteur l'avenue Américo Vespucio et l'avenue San Vicente de Paul.